# 张伟 (1971年2月)
张伟（1971年2月—），男，中华人民共和国外交官，曾任中华人民共和国驻阿拉木图总领事，现任驻俄罗斯大使馆公使。

## 生平
1994年，张伟进入中华人民共和国外交部工作，先后在外交部欧亚司、外交部干部司、驻吉尔吉斯斯坦大使馆任职。曾任驻乌兹别克斯坦大使馆政务参赞。2015年1月，出任中华人民共和国驻阿拉木图总领事。2019年，任外交部欧亚司参赞。2023年短暂任驻乌兹别克斯坦大使馆临时负责人。2024年5月，任驻俄罗斯大使馆公使。